# مؤتمر هارتفورد
مؤتمر هارتفورد سلسلة من الاجتماعات في الفترة من 15 ديسمبر 1814 إلى 5 يناير 1815، في هارتفورد، كونيتيكت، الولايات المتحدة، حيث اجتمع الحزب الفيدرالي في نيو إنجلاند لمناقشة شكاواهم بشأن حرب 1812 المستمرة والمشاكل السياسية الناشئة من قوة الحكومة الفيدرالية المتزايدة.

ناقش المؤتمر إزالة تسوية الثلاثة أخماس، والتي أعطت دول العبيد سلطة غير متناسبة في الكونغرس، والتي تتطلب أغلبية الثلثين في الكونغرس للقبول بالولايات الجديدة، وإعلانات الحرب، ووضع قوانين تقيد التجارة. ناقش الفيدراليون أيضًا شكاواهم مع عملية شراء لويزيانا والحظر عام 1807. ومع ذلك، بعد أسابيع من انتهاء المؤتمر، اكتسحت أخبار فوز اللواء أندرو جاكسون الساحق في نيو أورليانز على الشمال الشرقي، مما تسبب في تشويه سمعة الفيدراليين وتشويههم، مما أدى إلى القضاء عليهم. كقوة سياسية وطنية كبرى.

## الخلفية
في العامين 1809 و1812 حاول فيدراليو نيو إنجلاند، دون الجدوى، عقد اجتماع لأعضاء الحزب القاطنين في النواحي الشمالية الشرقية من البلاد لاطلاق صيحات الاحتجاج، واسكات المطالب المتزايدة التي تدعو إلى السماح لولايات نيو إنجلاند بأن تلغي القوانين الفدرالية أو ان تنسحب من الاتحاد. وبحلول العام 1814 أصبح الموقف خطيراً. وبدت الآمال في ايجاد نهاية لحرب 1812 قائمة. وفرض الكونغرس حظراً على إقلاع السفن، وتركت الحكومت القدرالية ولايات نيو إنجلاند دون حماية وقد باتت مهددة في ان يجبر جميع رجالها القادرين على أداء الخدمة العسكرية القومية. كما ان السفن البريطانية تحاصر سواحل نيو إنجلاند، علاوة على أن الجنود البريطانيين احتوا اجزاء من ولاية ماين.

في أكتوبر 1814 اقترحت محكمة ماساتشوستس المركزية التي يديرها الفدراليون عقد اجتماع من ممثلين عن ولايات نيو إنجلاند للعمل على إجراء «اصلاح جذري على الميثاق القومي» واتخاذ الاجراءات الضرورية الأخرى «والتي لا تتعارض مع التزاماتهم كأعضاء في الاتحاد». وقد عينت حكومات ماساتشوستس وكونيكتيكت وجزيرة رود مندوبين عنهم، وفعلت الشيء ذاته كونتيتان في نيوهامبشير، وكونتيه في فيرمونت.

## المؤتمر
غداة انعقاد المؤتمر، انتخب الأعضاء الخمسة والعشرون رجل الدولة المعتدل جورج كابوت من ولاية ماساتشوستس رئيساً للمؤتمر حيت كان اكبرهم سناً، وانتخبوا تيودور دوايت من كونيكتيكت، والذي لم يكن مندوباً مفوضاً، سكرتيراً. وسيطر هاريسون جراي اوتيس رئيس الحزب في ماساتشوستس على سير الجلسات التي كانت سرية لضمان حرّية النقاش.

دعا تقرير المؤتمر إلى الاعتدال، إلا انه هاجم الأوضاع التي حطت من نفوذ نيو إنجلاند وتركت المنطقة دون دفاع؛ كما هاجم قبول بعض الولايات الغربية في الاتحاد مثل لويزيانا؛ وشرط الثلاثة اخماس في الدستور الفدرالي (البند I الفصل الثاني)، والذي يعظم قوة الجنوب، وسهولة منح المهاجرين حقوق المواطنة واغلب هولاء ينجنبون نيو إنجلاند، والسياسات التفضليية والتي تراعي الجنوب أكثر من الغرب، والجهود المبذولة لتجنيد القادرين على حمل السلاح في الولاية. وأوصى التقرير ان يمنح الكونغرس كل ولاية صلاحية الدفاع عن نفسها، وان تقتطع الضرائب لهذا الغرض.

كما اقترح الدستور سبعة تعديلات دستورية: إلغاء شرط الثلاثة اخماس؛ وضرورة الحصول على ثلثي الاصوات في الكونغرس لقبول انضامام ولايات جديدة للاتحاد؛ تحديد حظر اقلاع السفن بستين يوماً؛ واستبعاد المهاجرين الجدد من الوظائف الحكومية وعضوية الكونغرس؛ ومنع إعادة انتخاب الرؤساء؛ ومنع انتخاب رئيسين متعاقبين من الولاية ذاتها. ودعا التقرير إلى عقد مؤتمر آخر في شهر يونيو أن لم يؤخذ باقتراحاته.

وبعد تبني التقرير، ارسلت الهيئات التشريعية في كل من ماساتشوستس وكونيكتيكت مفوضين سعياً للحصول على موافقة الحكومة الفدرالية. وصل المفوضون إلى واشنطن وسط مظاهر الفرح التي رافقت معاهدة جانت التي وضعت نهاية للحرب، والنصر الذي حققه اندرو جاكسون في نيو اورليانز. وبعد تعرضهم للسخرية والشجب اعلنوا عن مطالبهم باختصار. ادى تحقيق السلام إلى تجنيب البلاد صدامات اقليمية خطيرة، وقد حطم مؤتمر هارتفود جميع فرص الحزب الفدرالي في النهوض ثانية.

## وصلات خارجية
- "Hartford Convention" . New International Encyclopedia. 1905. {{استشهاد بموسوعة}}: يحتوي الاستشهاد على وسيط غير معروف وفارغs: |HIDE_PARAMETER15=، |HIDE_PARAMETER13=، |HIDE_PARAMETER2=، |HIDE_PARAMETER21=، |HIDE_PARAMETER32=، |HIDE_PARAMETER30=، |HIDE_PARAMETER29=، |HIDE_PARAMETER14=، |HIDE_PARAMETER17=، |HIDE_PARAMETER20=، |HIDE_PARAMETER5=، |HIDE_PARAMETER19=، |HIDE_PARAMETER26=، |HIDE_PARAMETER3=، |HIDE_PARAMETER16=، |HIDE_PARAMETER4=، |HIDE_PARAMETER10=، |HIDE_PARAMETER25=، |HIDE_PARAMETER33=، |HIDE_PARAMETER31=، |HIDE_PARAMETER18=، |HIDE_PARAMETER24=، |HIDE_PARAMETER22=، |HIDE_PARAMETER11=، |HIDE_PARAMETER1=، |HIDE_PARAMETER23=، |HIDE_PARAMETER28=، |HIDE_PARAMETER27=، و|HIDE_PARAMETER12= (مساعدة)